# Erste Bank Open 2021
Erste Bank Open 2021 là một giải quần vợt nam thi đấu trên mặt sân cứng trong nhà. Đây là lần thứ 47 giải đấu được tổ chức, và là một phần của ATP Tour 500 trong ATP Tour 2021. Giải đấu diễn ra tại Wiener Stadthalle ở Vienna, Áo, từ ngày 25 đến ngày 31 tháng 10 năm 2021.

## Nội dung đơn

### Hạt giống
| Quốc gia | Tay vợt               | Xếp hạng1 | Hạt giống |
| -------- | --------------------- | --------- | --------- |
| GRE      | Stefanos Tsitsipas    | 3         | 1         |
| GER      | Alexander Zverev      | 4         | 2         |
| ITA      | Matteo Berrettini     | 7         | 3         |
| NOR      | Casper Ruud           | 9         | 4         |
| POL      | Hubert Hurkacz        | 10        | 5         |
| CAN      | Félix Auger-Aliassime | 12        | 6         |
| ITA      | Jannik Sinner         | 13        | 7         |
| ARG      | Diego Schwartzman     | 14        | 8         |

- Bảng xếp hạng vào ngày 18 tháng 10 năm 2021[2]

### Vận động viên khác
Đặc cách: 
- Andy Murray[3]
- Lorenzo Musetti
- Dennis Novak[4]

Miễn đặc biệt:
- Ričardas Berankis

Vượt qua vòng loại: 
- Kevin Anderson
- Gianluca Mager
- Alexei Popyrin
- Frances Tiafoe

Thua cuộc may mắn:
- Dominik Koepfer

### Rút lui
Trước giải đấu
- Cristian Garín → thay thế bởi  Dominik Koepfer
- Ugo Humbert → thay thế bởi  Márton Fucsovics

## Nội dung đôi

### Hạt giống
| Quốc gia | Tay vợt              | Quốc gia | Tay vợt       | Xếp hạng1 | Hạt giống |
| -------- | -------------------- | -------- | ------------- | --------- | --------- |
| CRO      | Nikola Mektić        | CRO      | Mate Pavić    | 3         | 1         |
| USA      | Rajeev Ram           | GBR      | Joe Salisbury | 7         | 2         |
| AUS      | John Peers           | SVK      | Filip Polášek | 22        | 3         |
| COL      | Juan Sebastián Cabal | COL      | Robert Farah  | 27        | 4         |

- Bảng xếp hạng vào ngày 18 tháng 10 năm 2021

### Vận động viên khác
Đặc cách:
- Feliciano López /  Stefanos Tsitsipas
- Oliver Marach /  Philipp Oswald

Vượt qua vòng loại:
- Alexander Erler /  Lucas Miedler

Thua cuộc may mắn:
- Sander Gillé /  Dominik Koepfer

### Rút lui
Trước giải đấu
- Cristian Garín /  Cameron Norrie → thay thế bởi  Sander Gillé /  Dominik Koepfer
- Kevin Krawietz /  Horia Tecău → thay thế bởi  Lloyd Harris /  Horia Tecău

## Nhà vô địch

### Đơn
- Alexander Zverev đánh bại  Frances Tiafoe, 7–5, 6–4

### Đôi
- Juan Sebastián Cabal /  Robert Farah đánh bại  Rajeev Ram /  Joe Salisbury, 6–4, 6–2